# Kanada i olympiska vinterspelen 2014
Kanada deltog i de olympiska vinterspelen 2014 i Sotji, Ryssland, med en trupp på 220 idrottare fördelat på 14 sporter. Fanbärare av den kanadensiska truppen på invigningen i Sotjis Olympiastadion var ishockeyspelaren Hayley Wickenheiser.